# 拉查·納英戈蘭
拉查·纳英戈兰（荷蘭語：Radja Nainggolan；1988年5月4日—），是一位比利時職業足球員，效力於印尼球队巴揚卡拉，司職中場。
纳英戈兰出生于比利时安特卫普，他的母亲Lizy Bogaerts是比利时佛拉芒人，父亲是印度尼西亚苏门答腊的巴塔克人，他的家中还有一个双胞胎姐姐，和3个同母异父的哥哥。在纳因戈兰还是孩子时，他的父亲就抛下孩子和母亲离去。2010年当纳因戈兰母亲去世后，他在自己的后背上印上了一对巨大翅膀的文身，上面还记录着母亲的生日和忌日。
尼恩高蘭職業生涯大部份時間均效力意大利球會，他曾代表皮亚琴察、卡利亚里和羅馬上陣，共上陣超過250場比賽。
在國家隊方面，尼恩高蘭於2009年首次代表比利時國家足球隊上陣，效力8年間上陣29次，攻入6球。他亦曾代表比利時隊參加2016年歐洲國家盃。
2018年由於未被選入比利時世界盃23人大名單而退出國家隊。

## 榮譽

### 個人
- 意大利足球甲級聯賽最佳陣容：2014-15賽季[2]、2015-16賽季[3]